# Oshnaviyeh (shahrestan)
Oshnaviyeh (persiska: اشنويه), även Shno (kurdiska: شنۆ) eller Şino (kurdiska), officiellt Shahrestan-e Oshnaviyeh (شهرستان اشنويه), är en delprovins (shahrestan) i Iran. Den ligger i provinsen Västazarbaijan, i den nordvästra delen av landet, och gränsar i väster mot Irak. Administrativt centrum är staden Oshnaviyeh.
Delprovinsen hade 73 886 invånare 2016.